# Lotto-Adecco/2002
Deze pagina geeft een overzicht van de Lotto-Adecco wielerploeg in  2002.

## Algemene gegevens
Sponsors: Belgische Nationale Loterij, Adecco (uitzendbureau)
Algemeen manager: Christophe Sercu
Ploegleiders: Jef Braeckevelt, Claude Criquielion, Hugo De Dier, Walter Planckaert
Fietsmerk: Litespeed

## Renners
| Naam                    | Geboortedatum | Nationaliteit | Ploeg 2001               |
| ----------------------- | ------------- | ------------- | ------------------------ |
| Mario Aerts             | 31-12-1974    | België        |                          |
| Frédéric Amorison       | 16-02-1978    | België        |                          |
| Serge Baguet            | 18-08-1969    | België        |                          |
| Tayeb Braikia           | 08-03-1974    | Denemarken    |                          |
| Christophe Brandt       | 06-05-1977    | België        |                          |
| Glenn D'Hollander       | 28-12-1974    | België        |                          |
| Hans De Clercq          | 03-03-1969    | België        |                          |
| Christophe Detilloux    | 03-05-1974    | België        | Collstrop-Palmans        |
| Niko Eeckhout           | 16-12-1970    | België        |                          |
| Gorik Gardeyn           | 17-03-1980    | België        |                          |
| Thierry Marichal        | 13-06-1973    | België        |                          |
| Robbie McEwen           | 24-06-1972    | Australië     | Domo-Farm Frites-Latexco |
| Gennadi Michajlov       | 08-02-1974    | Rusland       |                          |
| Tom Stremersch          | 29-05-1975    | België        | Vlaanderen-T-Interim     |
| Andrei Tchmil           | 22-01-1963    | België        |                          |
| Kurt Van De Wouwer      | 24-09-1971    | België        |                          |
| Stefan van Dijk         | 22-01-1976    | Nederland     | Bankgiroloterij-Batavus  |
| Fulco van Gulik         | 01-08-1979    | Nederland     |                          |
| Kevin Van Impe          | 19-04-1981    | België        |                          |
| Kurt Van Lancker        | 20-09-1971    | België        |                          |
| Peter Van Petegem       | 18-01-1970    | België        | Collstrop-Palmans        |
| Wesley Van Speybroeck   | 18-05-1978    | België        |                          |
| Ief Verbrugghe          | 25-07-1975    | België        |                          |
| Rik Verbrugghe          | 23-07-1974    | België        |                          |
| Stive Vermaut           | 22-10-1975    | België        |                          |
| Aart Vierhouten         | 19-03-1970    | Nederland     | Rabobank                 |
| Stagiairs               |               |               |                          |
| Steven Caethoven        | 09-05-1981    | België        |                          |
| Kevin D'Haese           | 06-09-1980    | België        |                          |
| Kevin Van der Slagmolen | 11-05-1980    | België        |                          |

## Belangrijke overwinningen
| Jayco Bay Cycling Classic 3e etappe: Robbie McEwen Eindklassement: Robbie McEwen Australisch kampioenschap op de weg Wegrit: Robbie McEwen Tour Down Under 1e etappe: Robbie McEwen 3e etappe: Robbie McEwen 4e etappe: Robbie McEwen 6e etappe: Robbie McEwen Ster van Bessèges 1e etappe: Robbie McEwen 3e etappe: Glenn D'Hollander Eindklassement: Robbie McEwen Scheldeprijs Robbie McEwen Omloop Het Volk Peter Van Petegem Parijs-Nice 2e etappe: Robbie McEwen 7e etappe: Robbie McEwen GP Rudy Dhaenens Wesley Van Speybroeck Omloop Wase Scheldeboorden Stefan van Dijk Driedaagse van De Panne 3e etappe, deel B: Peter Van Petegem Eindklassement: Peter Van Petegem Waalse Pijl Mario Aerts Ronde van Romandië Proloog: Rik Verbrugghe Ronde van Italië 4e etappe: Robbie McEwen 7e etappe: Rik Verbrugghe 10e etappe: Robbie McEwen Gullegem Koerse Peter van Petegem | Ronde van België 3e etappe: Andrei Tchmil Ronde van Luxemburg 5e etappe: Gennadi Michajlov Nederlands kampioenschap op de weg Wegrit: Stefan van Dijk Ronde van Frankrijk 3e etappe: Robbie McEwen 20e etappe: Robbie McEwen Puntenklassement: Robbie McEwen Omloop van het Meetjesland Peter Van Petegem Ronde van het Waalse Gewest 2e etappe: Frédéric Amorison 5e etappe: Peter Van Petegem Wateringse wielerdag Stefan van Dijk RaboRonde Heerlen Robbie McEwen Ronde van Bochum Frédéric Amorison Ronde van Denemarken 2e etappe: Stefan Van Dijk Druivenkoers Overijse Christophe Brandt Omloop Mandel-Leie-Schelde Peter Van Petegem Ronde van Midden-Zeeland Robbie McEwen Parijs-Brussel Robbie McEwen Circuit Franco-Belge 2e etappe: Robbie McEwen 3e etappe: Robbie McEwen Eindklassement: Robbie McEwen GP Erik Breukink Proloog: Stefan Van Dijk 3e etappe: Stefan Van Dijk |

## Teams

### Tour Down Under
15 januari–20 januari
- [81.] Niko Eeckhout
- [82.] Hans De Clercq
- [83.] Glenn D'Hollander
- [84.] Gorik Gardeyn
- [85.] Kurt Van De Wouwer
- [86.] Ief Verbrugghe
- [87.] Stefan van Dijk
- [88.] Robbie McEwen

### Ronde van Langkawi
1 februari–10 februari
- [61.] Mario Aerts
- [62.] Frédéric Amorison
- [63.] Kurt Van Lancker
- [64.] Kevin Van Impe
- [65.] Fulco van Gulik
- [66.] Stive Vermaut
- [67.] Wesley Van Speybroeck

### Ster van Bessèges
6 februari–10 februari
- [1.] Niko Eeckhout
- [2.] Ief Verbrugghe
- [3.] Glenn D'Hollander
- [4.] Stefan van Dijk
- [5.] Robbie McEwen
- [6.] Andrei Tchmil
- [7.] Aart Vierhouten
- [8.] Peter Van Petegem

### Ronde van de Middellandse Zee
13 februari–17 februari
- [65.] Serge Baguet
- [66.] Christophe Brandt
- [67.] Christophe Detilloux
- [68.] Gorik Gardeyn
- [69.] Robbie McEwen
- [70.] Kurt Van De Wouwer
- [71.] Stefan van Dijk
- [72.] Rik Verbrugghe

### Ruta del Sol
17 februari–21 februari
- [11.] Andrei Tchmil
- [12.] Peter Van Petegem
- [13.] Niko Eeckhout
- [14.] Mario Aerts
- [15.] Thierry Marichal
- [16.] Gennadi Michajlov
- [17.] Aart Vierhouten
- [18.] Glenn D'Hollander

### Ronde van Murcia
6 maart–10 maart
- [111.] Niko Eeckhout
- [112.] Christophe Detilloux
- [113.] Gennadi Michajlov
- [114.] Tom Stremersch
- [115.] Kurt Van De Wouwer
- [116.] Kurt Van Lancker
- [117.] Ief Verbrugghe
- [118.] Rik Verbrugghe

### Tirreno-Adriatico
14 maart–20 maart
- [121.] Andrei Tchmil
- [122.] Rik Verbrugghe
- [123.] Tom Stremersch
- [124.] Thierry Marichal
- [125.] Christophe Brandt
- [126.] Ief Verbrugghe
- [127.] Gennadi Michajlov
- [128.] Christophe Detilloux

### Milaan-San Remo
23 maart
- [141.] Stive Vermaut
- [142.] Christophe Brandt
- [143.] Robbie McEwen
- [144.] Thierry Marichal
- [145.] Gennadi Michajlov
- [146.] Andrei Tchmil
- [147.] Kurt Van Lancker
- [148.] Peter Van Petegem

### Ronde van Vlaanderen
7 april
- [51.] Peter Van Petegem
- [52.] Niko Eeckhout
- [53.] Serge Baguet
- [54.] Hans De Clercq
- [55.] Thierry Marichal
- [56.] Aart Vierhouten
- [57.] Glenn D'Hollander
- [58.] Stefan van Dijk

### Ronde van Italië
11 mei–2 juni
- [111.] Christophe Detilloux
- [112.] Robbie McEwen
- [113.] Thierry Marichal
- [114.] Stefan van Dijk
- [115.] Kurt Van De Wouwer
- [116.] Kurt Van Lancker
- [117.] Ief Verbrugghe
- [118.] Rik Verbrugghe
- [119.] Aart Vierhouten

### Ronde van Frankrijk
6 juli–28 juli
- [141.] Rik Verbrugghe
- [142.] Mario Aerts
- [143.] Serge Baguet
- [144.] Christophe Brandt
- [145.] Hans De Clercq
- [146.] Thierry Marichal
- [147.] Robbie McEwen
- [148.] Gennadi Michajlov
- [149.] Aart Vierhouten

### Ronde van Nederland
20 augustus–24 augustus
- [31.] Robbie McEwen
- [32.] Stefan van Dijk
- [33.] Niko Eeckhout
- [34.] Gorik Gardeyn
- [35.] Kevin Van Impe
- [36.] Glenn D'Hollander
- [37.] Hans De Clercq
- [38.] Aart Vierhouten

### Ronde van Polen
9 september–15 september
- [25.] Mario Aerts
- [26.] Serge Baguet
- [27.] Christophe Brandt
- [28.] Rik Verbrugghe
- [29.] Tom Stremersch
- [30.] Gennadi Michajlov
- [31.] Kurt Van De Wouwer
- [32.] Christophe Detilloux

1985 · 1986 · 1987 · 1988 · 1989 · 1990 · 1991 · 1992 · 1993 · 1994 · 1995 · 1996 · 1997 · 1998 · 1999 · 2000 · 2001 · 2002 · 2003 · 2004 · 2005 · 2006 · 2007 · 2008 · 2009 · 2010 · 2011 · 2012 · 2013 · 2014 · 2015 · 2016 · 2017 · 2018 · 2019 · 2020 · 2021 · 2022 · 2023 · 2024 · 2025